# Площадь Субботников
Пло́щадь Суббо́тников (до 1921 года часть Успенской (Заводской) улицы) — площадь в жилом районе «Визовский» Верх-Исетского административного района Екатеринбурга, предзаводская площадь Верх-Исетского металлургического завода. Образована слиянием улиц Заводской, Кирова и Синяева.
На площадь выходят главные проходные ВИЗа, здания Дворца культуры ВИЗа и церкви Успения Богородицы. В юго-восточной части площади находится мемориал жителям ВИЗа, павшим в годы Великой Отечественной войны.

## Примечательные здания и сооружения

### Дворец культуры ВИЗа
Дворец культуры ВИЗа (Дворец Металлургов) был построен в 1952—1957 годах по заказу и на средства Верх-Исетского металлургического завода. Архитектор — В. В. Емельянов, художник — В. П. Елисеев, скульптор — В. А. Буланкин. У входа на постаменте стояла трёхфигурная скульптурная композиция, посвящённая миру, труду и семье работы скульпторов В. Е. Егорова и П. А. Сажина (не сохранилась). Дворец первоначально строился по типовому проекту, но в процессе строительства в проект были внесены планировочные и конструктивные изменения, представляет собой образец общественного сооружения в стиле советской неоклассики.
Здание расположено на южной границе площади Субботников, имеет строго симметричную объёмно-планировочную композицию. Стоит на высоком стилобате, имеет два боковых портика с колоннадами и заглублённую центральной частью. Структуру дворца культуры составляют два объёма: двухэтажный объём зрительного зала, прямоугольный в плане, и основной четырёхэтажный объём, П-образный в плане, обращённый на площадь.

### Успенская церковь
Успенская церковь была построена на месте деревянного храма с таким же названием в 1831—1838 годах, архитектор М. П. Малахов. Является образцом русского классицизма. Находится в повышенной части рельефа, поднимающегося от реки Исети и выше прибрежной части с постройками Верх-Исетского завода. В силу своего месторасположения церковь играла значительную роль в предзаводской площади Верх-Исетского завода (ныне площадь Субботников), занимала её восточную сторону. Крупный объём церкви и узловое положение в застройке уравновешивает здание Дома культуры ВИЗа. Церковь доминирует в пространстве прилегающих кварталов, включая заводские корпуса и главную проходную.
Во второй половине XIX века церковь Успения Богоматери подверглась перестройке в стиле эклектики. В XX веке подверглась полной реконструкции. Были утрачены портики, колокольня, купол, четыре угловые главки, изменены фасады. От первоначальной постройки сохранились лишь фрагменты, самый значительный из которых — барабан купола, прорезанный 12 прямоугольными проёмами, которые оформлены пилястрами и сандриками. Профилированная тяга соединяет подоконные плиты, барабан завершается профилированным карнизом с фризовой частью, украшенной лепным орнаментом.
В плане храм представляет собой прямоугольник, охватывающий храмовую часть и алтарь. Центр храма выделен четырьмя крестообразными опорами, несущими паруса, поддерживающие барабан. Интерьеры храма не сохранились, кроме оформления купольной ротонды, прямоугольные проёмы которой продолжены вниз светоовдами и по сторонам оформлены пилястрами с каннелюрами на пьедесталах.

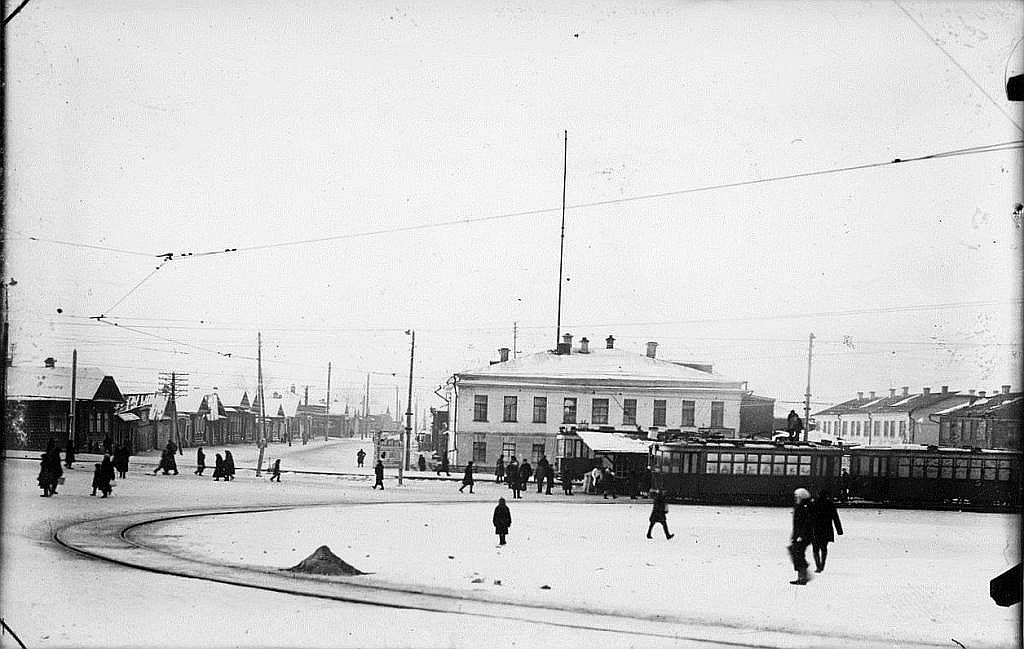
Конечная станция трамвая «ВИЗ» на площади (1935)
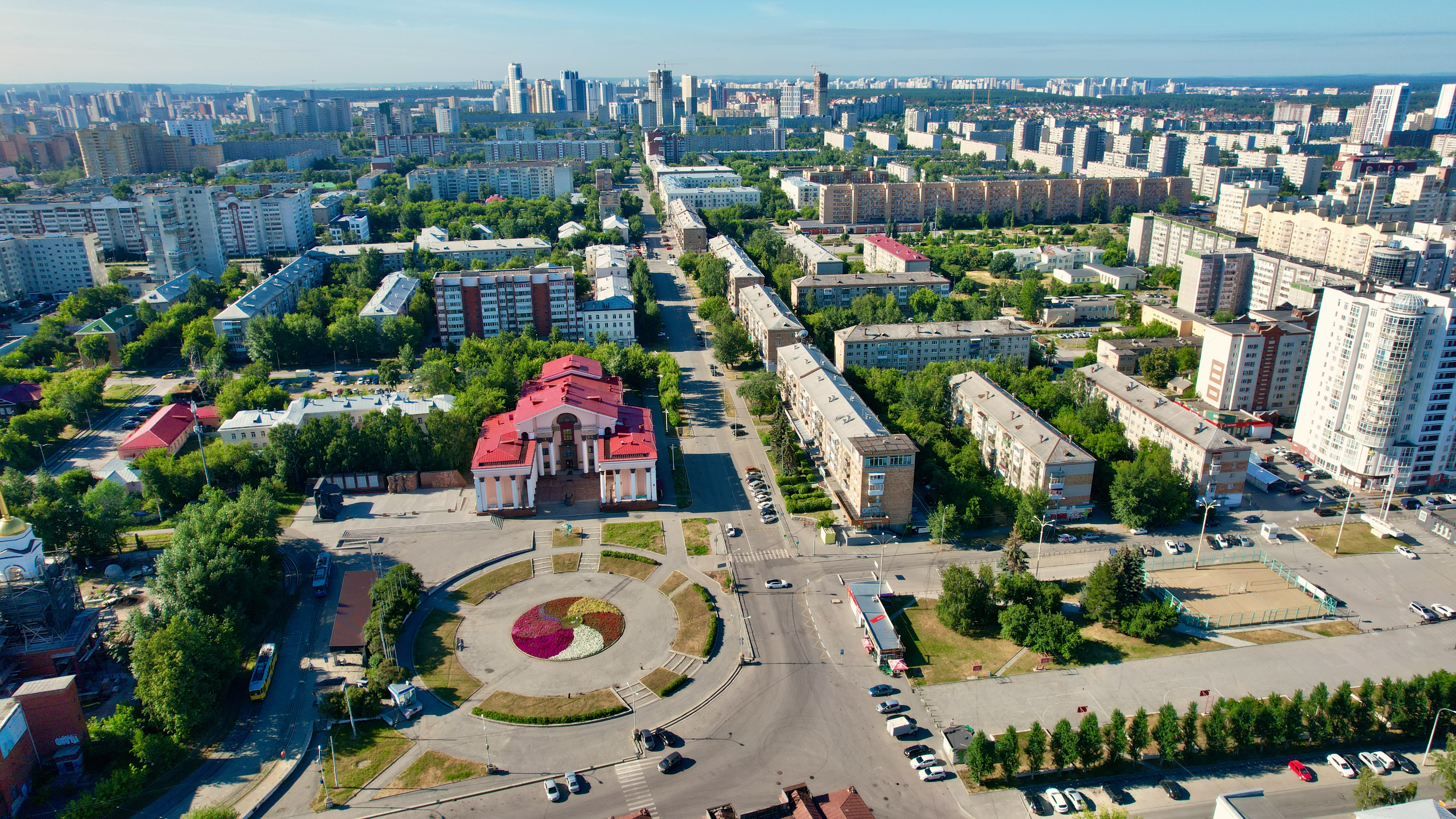
Вид с высоты
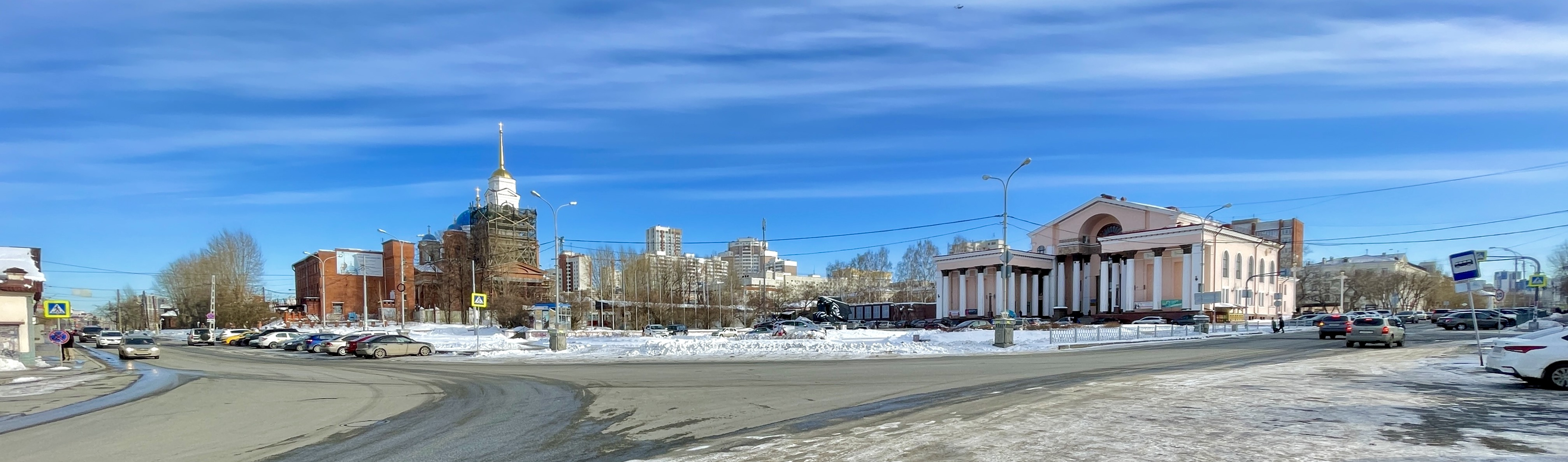
Площадь весной
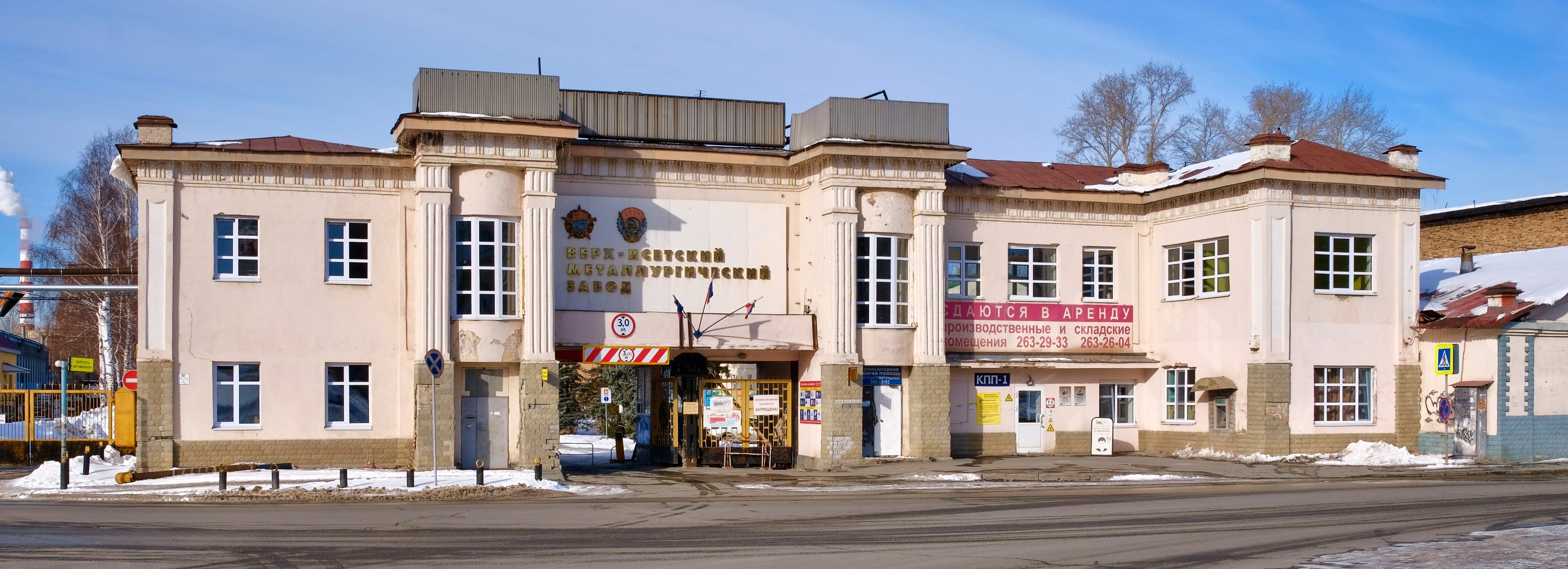
Проходная ВИЗа
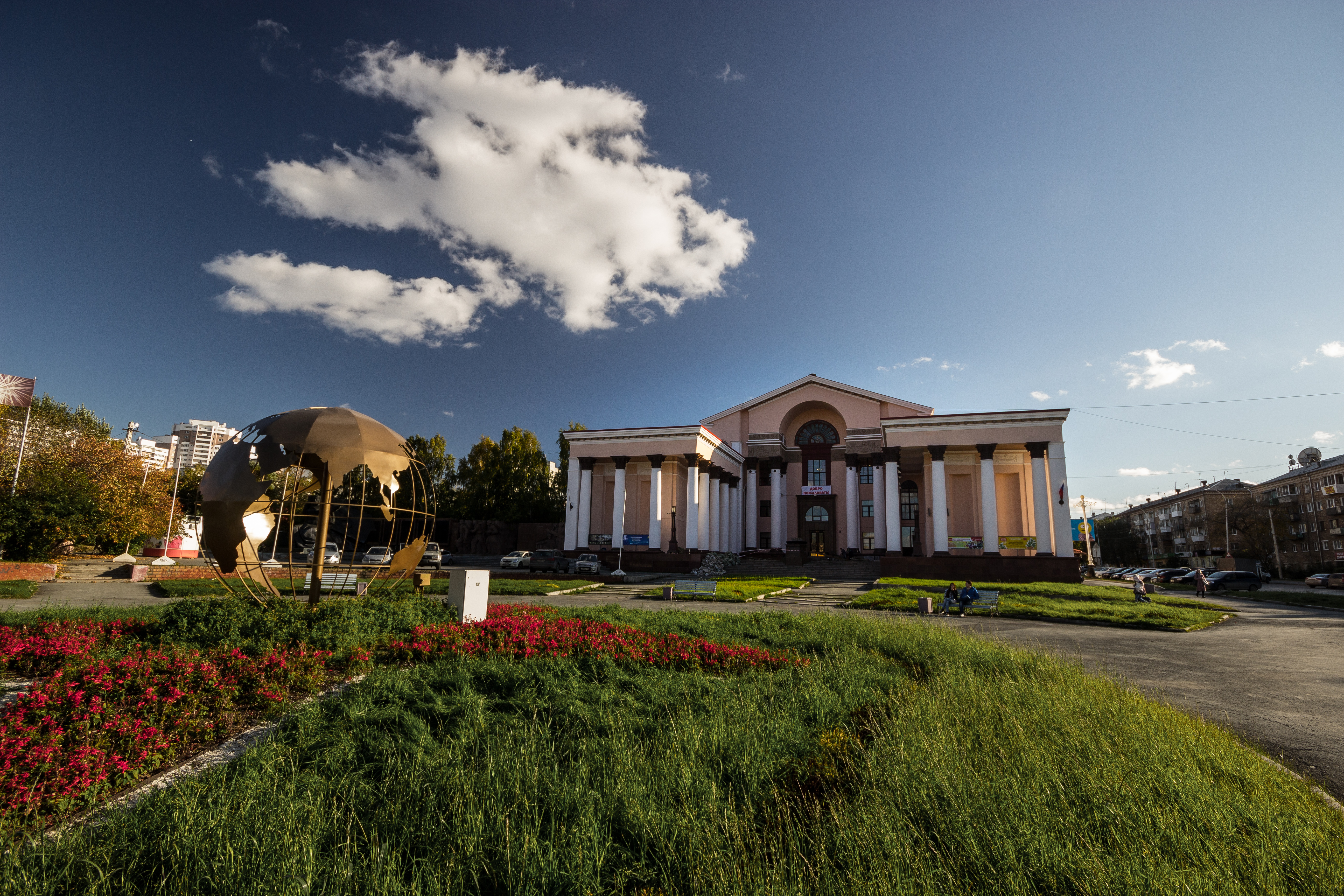
Вид на площадь и ДК ВИЗа
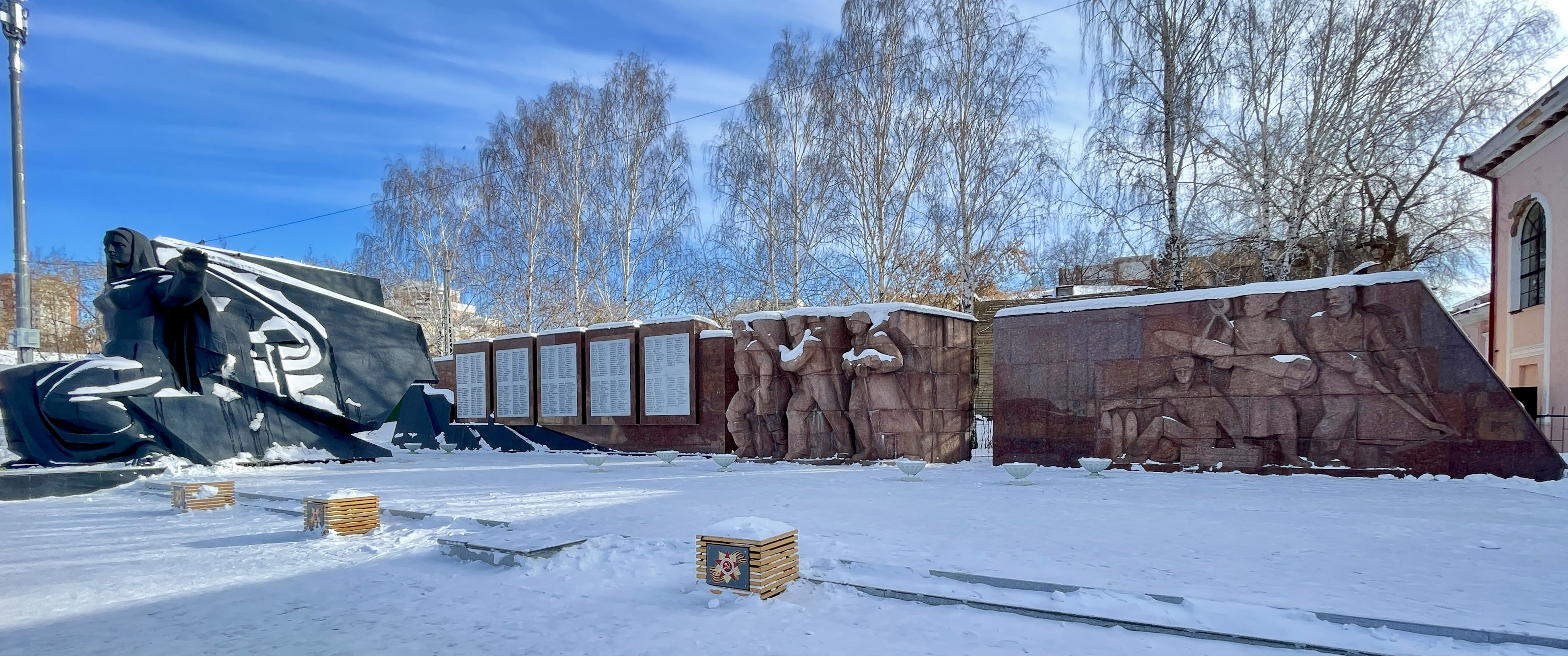
Мемориал Воинам-визовцам, погибшим в Великой Отечественной войне

## Транспорт

### Наземный общественный транспорт
На площади находится остановка общественного транспорта «ВИЗ»:
Автобус: № 06, 43;
Трамвай: № 1, 2, 3, 11, 12, 18, 19;